# Marta Grandi
Marta Grandi (Bolonia,3 de julio de 1915 - Bolonia, 6 de octubre de 2005) fue una entomóloga italiana especializada en efemerópteros.

## Biografía
Nacida en Bolonia (Italia) el 3 de julio de 1915, su padre, Alfredo Grandi, era un conocido pintor que usaba el seudónimo de Garzia Fioresi, y hermano de Guido Grandi, científico que fundó el Instituto de Entomología de la Universidad de Bolonia y el dirigió durante más de treinta años. Su madre, Paola Fiori pertenecía a una familia de tradición de naturalistas. Su única hermana, Lea, se dedicó al dibujo y a la historia del arte, (ilustró artículos y libros de entomología si bien a menudo de manera anónima, sólo reconocida por los agradecimientos del autor del texto) pero ella, desde la infancia mostró interés por la naturaleza y aprendió de su tío las técnicas de observación de los insectos.
En julio de 1938 obtuvo la licenciatura de Ciencias Naturales en la Universidad de Bolonia. Trabajó como profesora de ciencias naturales en la enseñanza secundaria, primero en Cesena y desde 1956, en su ciudad natal. Además de su trabajo como profesora de estudios superiores, fue investigadora voluntaria en el Instituto de Entomología que dirigía su tío. En aquel tiempo, los efemerópteros de Italia eran casi desconocidos y Marta Grandi se especializó en el estudio de estos insectos, que recolectó e incluso crio. A lo largo de los años acumuló muchos datos sobre la sistemática, el comportamiento y el ciclo biológico de los efemerópteros, especialmente de las especies que viven en la región de Emilia Romagna, pero también de otras regiones de Italia e incluso de África, gracias al material que otros entomólogos le hacían llegar. Describió dieciséis especies nuevas y publicó cuarenta y seis artículos.
Entre sus publicaciones destaca el libro Ephemeroidea, que fue el tercer volumen de la colección "Fauna de Italia". Es un tratado que va más allá de la taxonomía e incluye notas relevantes sobre la ecología y el comportamiento de muchas especies. Aunque es un libro publicado en 1960, sigue siendo una obra de referencia para los taxónomos y también para los estudiantes e investigadores en hidrobiología.
En 1962 la Academia Nacional de los Linces le concedió el premio del Ministerio de Educación de Ciencias Naturales. En 1973 se retira de la investigación, muy probablemente debido al deterioro de su visión, que le dificultaba la observación al microscopio, y en 1978, de la enseñanza. Desde entonces se dedicó a actividades de voluntariado social, ayudando a personas pobres o marginadas. Murió en Bolonia el 6 de octubre de 2005.